# Culleredo (kommunhuvudort)
Culleredo är en kommunhuvudort i Spanien.   Den ligger i provinsen Provincia da Coruña och regionen Galicien, i den nordvästra delen av landet, 500 km nordväst om huvudstaden Madrid. Culleredo ligger 80 meter över havet och antalet invånare är 28 227.
Terrängen runt Culleredo är kuperad åt sydväst, men åt nordost är den platt. Runt Culleredo är det ganska tätbefolkat, med 104 invånare per kvadratkilometer. Närmaste större samhälle är A Coruña, 9,3 km norr om Culleredo. Omgivningarna runt Culleredo är en mosaik av jordbruksmark och naturlig växtlighet.